# Bilsport Rally & Racing
Bilsport Rally & Racing är en tidning för bilsportintresserade som utges av Förlags AB Albinsson & Sjöberg. Tidningen hette tidigare BilsportBörsen, men bytte2011 till nuvarande namn. Förlaget har även tidigare utgivit specialtidningar för bilsportintresserade, bland annat med namnen Bilsport Rallymagazine och Bilsport Special.
Bilsport Rally & Racing är för närvarande (2011) landets enda specialtidning med enbart bilsport som innehåll. Syskontidningar i koncernen är bland annat Bilsport, Trailer, Allt om MC, 4 Wheel Drive, Bilsport Classic, Nostalgia Magazine, Bilsport Rally & Racing, Trucking Scandinavia.